# Marlui Miranda
Marlui Nóbrega Miranda (Fortaleza, 12 d'octubre de 1949) és una compositora, cantant, musicóloga, directora d'orquestra, arquitecta i investigadora de la cultura indígena de Brasil.
És germana de l'escriptora Ana Miranda, dos anys menor que ella. Està casada amb el fotògraf Marcos Santili.

## Biografia
Marlui Miranda va néixer al costaner barri Praia de Iracema, a la ciutat de Fortaleza (en l'estat de Ceará). Els seus pares eren l'enginyer José Américo de Almeida i la mestressa de casa Zuíla César Nóbrega. Quan tenia set anys, el seu pare va ser contractat com a enginyer civil per a la construcció de la ciutat de Brasília, que seria la futura capital de Brasil. El gener de 1957 es va traslladar amb la seva família a Rio de Janeiro, mentre que el seu pare es va anar a viure solament a Brasília perquè el lloc de construcció era molt inhòspit i encara no tenia escola, hospital ni cap comoditat. Dos anys després, en 1959, es van mudar tots a Brasília.
A la capital federal, després d'acabar l'escola secundària, va estudiar Arquitectura a la Universitat de Brasília mentre estudiava simultánement direcció d'orquestra en la Facultat de Santa Marcelina. Es va graduar en ambdues institucions. El 1967, quan Marlui tenia disset anys, van guanyar amb la seva germana Ana en el Festival de Música de Brasília, amb el xoro Boa vida i es van convertir immediatament en celebritats.
En 1971 va tornar a viure a Rio de Janeiro amb la seva germana Ana, que estava desenvolupant una carrera en literatura. També va estudiar al Conservatori Villa-Lobos. Des de 1974 va treballar en la recerca les tradicions musicals dels pobles de l'Amazònia. Va estudiar l'art de la guitarra amb Turíbio Santos, Oscar Cárceres, Jodacil Damaceno, João Pedro Borges i Paulo Bellinati.
Ha tocat amb Egberto Gismonti, Milton Nascimento i Taiguara. En 1998 va participar en l'àlbum O sol de Oslo amb Gilberto Gil, Bugge Wesseltoft, Trilok Gurtu, Rodolfo Stroeter i Toninho Ferragutti.

## Discografia
- 1997: 2 ihu kewere: rezar.
- 1996: Ihu: tots os sons.
- 1986: Rio acima.
- 1983: Revivência.
- 1979: Olho d'água.

## Filmografia
Compositora de música incidental
- 1980: Jari (documental).
- 1990: Ameríndia: memória, remorso e compromisso no V Centenário (documental).
- 1999: Hans Staden.
- 2000: Um film de Marcos Medeiros (curtmetratge).
- 2009: Claude Lévi-Strauss: auprès de l'Amazonie (documental).

Assessora d'idiomes indígenes
- 1991: Jugant en els camps del Senyor, d'Héctor Babenco (amb Tom Berenger, John Lithgow, Daryl Hannah, Aidan Quinn, Tom Waits i Kathy Bats) com a creadora de l'idioma niaruna.